# توم مانينغ
توم مانينغ (بالإنجليزية: Tom Manning) هو إرهابي أمريكي، ولد في 28 يونيو 1946، وتوفي في 29 يوليو 2019.